# Llei de Capitalització (Argentina)
La Llei de Capitalització de 1826 va disposar que la ciutat de Buenos Aires quedés sota la jurisdicció de l'Estat Nacional i se separés de la província, que en el mateix acte va deixar d'existir com a tal.
El president de les Províncies Unides del Riu de la Plata, Bernardino Rivadavia, al seu discurs inaugural va parlar de la necessitat que el lloc de residència del president i el Congrés estigués sota la seva exclusiva jurisdicció. El 9 de febrer de 1826 va enviar al Congrés el projecte de Llei de Capitalització, que va ser aprovat el 4 de març. El governador de Buenos Aires, Juan Gregorio de las Heras, va intentar resistir, però finalment va deixar el càrrec pacíficament.
Al juliol de l'any següent, després de la renúncia de Rivadavia al càrrec de president, la província de Buenos Aires va recobrar la seva anterior entitat política. Aquesta llei va ser el punt de partida per a la Llei de Federalització de Buenos Aires, de 1880, i la posterior creació de la ciutat de La Plata.